# Zinaida Smirnova
Zinaida Ivanovna Smirova, en rus: Зинаида Ивановна Смирнова, (Moscou, Unió Soviètica, 4 d'octubre de 1923 - 1991) va ser una metgessa de combat destacada de l'Exèrcit Roig. Malferida en múltiples ocasions mentre rescatava companys durant la Segona Guerra Mundial, va rebre l'Ordre de Lenin, també va ser nominada per rebre el títol d'Heroi de la Unió Soviètica.

## Joventut
Smirnova va néixer en una família obrera a Moscou el 4 d'octubre de 1923; la seva mare era infermera, mentre que el seu pare era obrer. El 1937 la família es va traslladar a Samara on va completar el vuitè grau d'escola el 1940. Allí rebé els seus primers cursos d'infermeria.

## Segona Guerra Mundial
Tot i tenir només disset anys quan l'Alemanya nazi va envair la Unió Soviètica, es va oferir voluntària per a l'Exèrcit Roig el juliol de 1941 i, després d'haver assistit a un entrenament accelerat, va ser desplegada al front de guerra com a metgessa de combat el mes següent, en una zona propera a Smolensk.
El juliol de 1943, la seva companyia, subordinada al 48è Regiment de Fusellers de la Guàrdia de la 15a Divisió de Fusellers de la Guàrdia, va quedar encerclada en un bosc i completament aïllada del seu batalló per les forces enemigues. Després de deu hores de lluita per intentar trencar l'encerclament, Smirnova es va oferir voluntària per anar tota sola a restablir la comunicació amb el seu batalló, cosa que va fer amb èxit. Durant els dies següents va ajudar a evacuar 31 soldats i el seu equip del camp de batalla sota un intens foc, i tot i ser ferida el 13 de juliol, aviat va sortir de l'hospital i va tornar al front. En acabar el mes va arribar a un total de 67 persones rescatades. Pel seu heroisme en aquells dies va rebre l'Orde de la Bandera Roja, la seva primera ordre militar. A la batalla de Kharkov, va tornar a ser ferida diverses vegades però va poder rescatar 38 persones. Després de recuperar-se de nou, va tornar a la seva unitat i es vegeu involucrada en intensos combats en l'assalt a la riba occidental delDnièster. Durant aquesta batalla va reemplaçar un membre d'una unitat de metralladores que havia mort, va combatre per rebutjar un contraatac alemany i va matar vint soldats enemics. Per aquest fet va ser nominada per al títol d'Heroi de la Unió Soviètica l'11 de maig de 1944, però la proposta de premi va ser reemplaçada per l'Orde de Lenin, que va ser atorgada el 19 de setembre de 1944. No obstant això, Smirnova va rebre molta atenció i publicitat dels mitjans soviètics destacant els seus èxits i valentia.
Durant la guerra va participar tant en operacions ofensives com defensives als fronts Sud, el de Stalingrad, el 2n i 3r Ucraïnès, ajudant a 680 soldats abans de ser rebre la llicència de baixa l'octubre de 1944 a causa de les seves nombroses ferides. Tant el seu pare com el seu padrastre van morir a la guerra.

## Vida posterior
Va ser donada de baixa de l'exèrcit amb el rang de starshina (equivalent a sergent major) a causa de les seves extenses ferides, inicialment va treballar com a secretària del Komsomol en una fàbrica tèxtil i més tard com a líder pionera sènior abans de graduar-se a l'escola de dret l'any 1949 a Kúibixev (actualment Samara). Posteriorment ingressà com a investigadora a la fiscalia local, on el seu marit treballava com a ajudant del fiscal. Va tenir dos fills i va rebre diversos honors després de la guerra, inclosa la medalla Florence Nightingale el 1971.

## Premis i reconeixements
- Orde de Lenin (1944)
- Orde de la Bandera Roja (1943)
- Medalla Florence Nightingale (1971)
- Ciutadà honorari de Bender (1974)
- Nombroses medalles de campanyes militars i commemoratives